# Diceratostele gabonensis
Diceratostele gabonensis är en orkidéart som beskrevs av Victor Samuel Summerhayes. Diceratostele gabonensis ingår i släktet Diceratostele och familjen orkidéer. Inga underarter finns listade i Catalogue of Life.